# Oxyopes hotingchiehi
Oxyopes hotingchiehi là một loài nhện trong họ Oxyopidae.
Loài này thuộc chi Oxyopes. Oxyopes hotingchiehi được Ehrenfried Schenkel-Haas miêu tả năm 1963.